# Enka
Enka (jap. 演歌) – rodzaj pieśni japońskiej o charakterze melancholijnej ballady śpiewanej w określonym stylu (genre). Uważany jest za stylistycznie podobny do tradycyjnej muzyki japońskiej. Współczesny gatunek enka jest jednak stosunkowo nową formą muzyczną, przyjmując w swoim wokalu bardziej tradycyjny styl muzyczny niż muzyka ryūkōka, popularna w latach przedwojennych.
W swoim dawniejszym znaczeniu styl enka obejmował utwory wykonywane przez aktywistów politycznych w okresie Meiji (1868–1912) oraz Taishō (1912–1926), które miały na celu uniknięcie represji za krytykę rządu „przemycaną” w tekstach piosenek. Natomiast współcześnie enka obejmuje muzykę popularną, która bywa porównywana jednocześnie do amerykańskiego country i portugalskiego fado (zarówno pod względem melodycznym, jak i tekstowym). Enka cechuje się sentymentalnością, łagodnym wokalem oraz spokojną melodią. Kolejną cechą charakterystyczną dla tego typu muzyki jest to, że większość wykonawców stanowią kobiety. Szczególnie często pojawiającym się motywem w tekstach piosenek jest moment odejścia ukochanego i związane z tym uczucie smutku i rezygnacji.
Najbardziej znaną wykonawczynią enki była Hibari Misora (nazywana też królową enki). 
Najlepiej sprzedającymi się singlami były: w wykonaniu Shirō Miya – „Onna-no michi” (3,25 mln kopii) oraz „Oyoge! Taiyaki-kun” w wykonaniu Masato Shimona (ponad 4,5 mln kopii). 
W ostatnich latach popularność tego typu muzyki w Japonii spada na rzecz bardziej zbliżonego do zachodniej muzyki J-popu, szczególnie wśród młodszych odbiorców. Niemniej jednak nadal można ją usłyszeć w restauracjach, kawiarniach czy barach karaoke.